# Hannah Gadsby
Hannah Gadsby (Smithton, 12 januari 1978) is een Australisch komiek en acteur. Gadsby won in 2006 de Raw Comedy-wedstrijd bij het Melbourne International Comedy Festival. Nadien heeft Gadsby internationaal opgetreden en was Gadsby op de Australische en Nieuw-Zeelandse televisie te zien.
Gadsby raakte bij een wereldwijd publiek bekend door de stand-upvoorstelling Nanette die in 2018 op Netflix verscheen. In 2019 tourde Gadsby door de Verenigde Staten, Canada en Australië met de voorstelling Douglas die in 2020 ook op Netflix verscheen.

## Biografie

### Jeugd en opleiding
Gadsby is geboren en opgegroeid in Smithton in het noordwesten van Tasmanië als jongste van vijf kinderen. Gadsby ging van 1990 tot en met 1995 naar Smithton High School en studeerde vervolgens aan Launceston College en de Universiteit van Tasmanië in Hobart. In 2003 behaalde Gadsby een Bachelor of Arts in kunstgeschiedenis aan de Australian National University in Canberra. Voor Gadsby's carrière als komiek werkte Gadsby onder meer in een boekenwinkel en op een boerderij.

### Carrière
Gadsby trad in 2006 op op het Melbourne International Comedy Festival waar die de Raw Comedy-wedstrijd voor beginnende stand-upcommedians won. Sindsdien heeft Gadsby als komiek geregeld op nationale en internationale podia gestaan. Van 2011 tot en met 2013 was Gadsby actief als copresentator in de Australische talkshow Adam Hills Tonight. Vervolgens speelde Gadsby van 2014 tot en met 2016 een fictieve versie van zichzelf in de serie Please Like Me van Josh Thomas. Daarnaast heeft Gadsby als gast deelgenomen aan verschillende humoristische quizprogramma's als Good News Week, Spicks and Specks en 7 Days.
Gadsby is lesbisch en bespreekt dit geregeld in voorstellingen.
In 2018 verscheen Gadsby's solo-stand-upvoorstelling Nanette op Netflix; dit trok de aandacht van een internationaal publiek.
In de solo-voorstelling Douglas uit 2019 vertelt Gadsby over de diagnoses autisme en ADHD die ze in 2016 kreeg. Met de show probeert Gadsby begrip te kweken voor het neurodiverse spectrum van het menselijke brein.
De Universiteit van Tasmanië kende Gadsby in 2021 een eredoctoraat toe wegens de rol als 'ambassadeur voor alle LGBTIQ+ mensen over de hele wereld' die Gadsby vervult.
De solo-voorstelling Body of Work begon in juli 2021 met voorstellingen in onder andere Australië, Nieuw-Zeeland en Europa. Sinds 10 mei 2023 is deze show beschikbaar op Netflix met als titel Something Special.
Gadsby is de curator van de tentoonstelling It's Pablo-matic: Picasso According to Hannah Gadsby in het Brooklyn Museum (juni tot en met september 2023) met als thema de blijvende invloed van het werk van Pablo Picasso vanuit een kritisch, hedendaags, feministisch perspectief. Gadsby's co-curatoren zijn Catherine Morris van het Elizabeth A. Sackler Center for Feminist Art en Lisa Small van het Brooklyn Museum.
In february 2024 kondigde Gadsby een 'comedy special' op 5 maart op Netflix aan, Hannah Gadsby's Gender Agenda, door zeven genderqueer komieken, Jes Tom, Alok, Asha Ward, Chloe Petts, DeAnne Smith, Krishna Istha and Dahlia Belle.

## Persoonlijk
In januari 2021 trouwde Gadsby met producer Jenney Shamash.
Gadsby is genderqueer en heeft een voorkeur voor genderneutrale voornaamwoorden (in het Engels 'they/them').